# ブリジット・ジョーンズの日記 サイテー最高な私の今
『ブリジット・ジョーンズの日記 サイテー最高な私の今』（ブリジット・ジョーンズのにっき サイテーさいこうなわたしのいま、原題：Bridget Jones: Mad About the Boy）は、2025年制作のイギリス・フランス・アメリカ合衆国のロマンティック・コメディ映画。
ヘレン・フィールディング原作の小説『ブリジット・ジョーンズの日記』を映画化した『ブリジット・ジョーンズの日記』シリーズの第4作目で、前作『ブリジット・ジョーンズの日記 ダメな私の最後のモテ期』以来9年ぶりの続編。

## あらすじ
ブリジットは夫マークの突然の死で、2人の子どもを抱えるシングルマザーとなってしまった。そんな彼女は、親友や元彼のダニエルに支えられ、再び人生を歩み出すべく職場に復帰する。
ある日、ブリジットはロクスターという若者とアプリでやり取りを重ね、いい雰囲気になる一方、息子の学校の理科教師のウォーラカーの優しさに触れ、彼に好感を抱くようになる。

## キャスト
- ブリジット・ジョーンズ：レネー・ゼルウィガー
- ミスター・ウォーラカー：キウェテル・イジョフォー
- ロクスター：レオ・ウッドール
- ブリジットの父親：ジム・ブロードベント
- ブリジットの母親：ジェマ・ジョーンズ
- レベッカ：アイラ・フィッシャー
- マーク・ダーシー：コリン・ファース
- ダニエル・クリーヴァー：ヒュー・グラント
- ジュード：シャーリー・ヘンダーソン
- ドクター・ローリングス：エマ・トンプソン